# Enrico Hernández
Enrico Erick Dueñas Hernández (Almere, 23 febbraio 2001) è un calciatore olandese naturalizzato salvadoregno, attaccante del TOP Oss e della nazionale salvadoregna.

## Carriera

### Club
Cresciuto nel settore giovanile del Vitesse, ha esordito in prima squadra il 6 febbraio 2021 disputando l'incontro di Eredivisie perso 1-0 contro l'Heerenveen. Non riuscendo a trovare spazio in squadra, nell'agosto 2021 viene ceduto in prestito all'Eindhoven, formazione della seconda divisione olandese, per un'intera stagione. Nel gennaio 2022 il prestito viene interrotto e fa ritorno al Vitesse.

### Nazionale
È nato ad Almere da padre salvadoregno e madre finlandese, mentre suo nonno paterno era di Curaçao, potendo quindi scegliere di rappresentare Paesi Bassi, Finlandia, El Salvador e Curaçao. Nel 2017 gioca due partite con la nazionale olandese Under-16. Dal 2021 decide di rappresentare El Salvador. Nel corso dell'anno gioca tre partite con la nazionale Under-23 e il 2 agosto successivo esordisce con la nazionale maggiore nel pareggio in casa per 0-0 contro gli Stati Uniti, nelle qualificazioni al campionato mondiale di calcio 2022.

## Statistiche

### Presenze e reti nei club
Statistiche aggiornate al 22 settembre 2022.
| Stagione        | Squadra         | Campionato      | Campionato | Campionato | Coppe nazionali | Coppe nazionali | Coppe nazionali | Coppe continentali | Coppe continentali | Coppe continentali | Altre coppe | Altre coppe | Altre coppe | Totale | Totale |
| Stagione        | Squadra         | Comp            | Pres       | Reti       | Comp            | Pres            | Reti            | Comp               | Pres               | Reti               | Comp        | Pres        | Reti        | Pres   | Reti   |
| --------------- | --------------- | --------------- | ---------- | ---------- | --------------- | --------------- | --------------- | ------------------ | ------------------ | ------------------ | ----------- | ----------- | ----------- | ------ | ------ |
| 2020-2021       | Vitesse         | ED              | 2          | 0          | CO              | 1               | 0               |                    | -                  | -                  |             | -           | -           | 3      | 0      |
| 2021-gen. 2022  | Eindhoven       | 1D              | 13         | 3          | CO              | 1               | 0               |                    | -                  | -                  |             | -           | -           | 14     | 3      |
| gen.-giu. 2022  | Vitesse         | ED              | 0          | 0          | CO              | 1               | 0               | UECL               | 0                  | 0                  |             | -           | -           | 1      | 0      |
| 2022-2023       | FC Cartagena B  | SF              | 3          | 0          |                 | -               | -               |                    | -                  | -                  |             | -           | -           | 3      | 0      |
| Totale carriera | Totale carriera | Totale carriera | 18         | 3          |                 | 3               | 0               |                    | 0                  | 0                  |             | -           | -           | 21     | 3      |

### Cronologia presenze e reti in nazionale
| Cronologia completa delle presenze e delle reti in nazionale ― El Salvador | Cronologia completa delle presenze e delle reti in nazionale ― El Salvador | Cronologia completa delle presenze e delle reti in nazionale ― El Salvador | Cronologia completa delle presenze e delle reti in nazionale ― El Salvador | Cronologia completa delle presenze e delle reti in nazionale ― El Salvador | Cronologia completa delle presenze e delle reti in nazionale ― El Salvador | Cronologia completa delle presenze e delle reti in nazionale ― El Salvador | Cronologia completa delle presenze e delle reti in nazionale ― El Salvador |
| Data                                                                       | Città                                                                      | In casa                                                                    | Risultato                                                                  | Ospiti                                                                     | Competizione                                                               | Reti                                                                       | Note                                                                       |
| -------------------------------------------------------------------------- | -------------------------------------------------------------------------- | -------------------------------------------------------------------------- | -------------------------------------------------------------------------- | -------------------------------------------------------------------------- | -------------------------------------------------------------------------- | -------------------------------------------------------------------------- | -------------------------------------------------------------------------- |
| 2-9-2021                                                                   | San Salvador                                                               | El Salvador                                                                | 0 – 0                                                                      | Stati Uniti                                                                | Qual. Mondiali 2022                                                        | -                                                                          | 58’                                                                        |
| 5-9-2021                                                                   | San Salvador                                                               | El Salvador                                                                | 0 – 0                                                                      | Honduras                                                                   | Qual. Mondiali 2022                                                        | -                                                                          | 78’ 80’                                                                    |
| 8-9-2021                                                                   | Toronto                                                                    | Canada                                                                     | 3 – 0                                                                      | El Salvador                                                                | Qual. Mondiali 2022                                                        | -                                                                          | 80’                                                                        |
| 7-10-2021                                                                  | San Salvador                                                               | El Salvador                                                                | 1 – 0                                                                      | Panama                                                                     | Qual. Mondiali 2022                                                        | 1                                                                          | 62’                                                                        |
| 10-10-2021                                                                 | San José                                                                   | Costa Rica                                                                 | 2 – 1                                                                      | El Salvador                                                                | Qual. Mondiali 2022                                                        | -                                                                          |                                                                            |
| 13-10-2021                                                                 | San Salvador                                                               | El Salvador                                                                | 0 – 2                                                                      | Messico                                                                    | Qual. Mondiali 2022                                                        | -                                                                          |                                                                            |
| 12-11-2021                                                                 | San Salvador                                                               | El Salvador                                                                | 1 – 1                                                                      | Giamaica                                                                   | Qual. Mondiali 2022                                                        | -                                                                          | 73’                                                                        |
| 16-11-2021                                                                 | Panama                                                                     | Panama                                                                     | 2 – 1                                                                      | El Salvador                                                                | Qual. Mondiali 2022                                                        | -                                                                          |                                                                            |
| 27-1-2022                                                                  | Columbus                                                                   | Stati Uniti                                                                | 1 – 0                                                                      | El Salvador                                                                | Qual. Mondiali 2022                                                        | -                                                                          | 58’                                                                        |
| 30-1-2022                                                                  | San Pedro Sula                                                             | Honduras                                                                   | 0 – 2                                                                      | El Salvador                                                                | Qual. Mondiali 2022                                                        | -                                                                          | 71’                                                                        |
| 2-2-2022                                                                   | San Salvador                                                               | El Salvador                                                                | 0 – 2                                                                      | Canada                                                                     | Qual. Mondiali 2022                                                        | -                                                                          | 68’                                                                        |
| 30-3-2022                                                                  | Città del Messico                                                          | Messico                                                                    | 2 – 0                                                                      | El Salvador                                                                | Qual. Mondiali 2022                                                        | -                                                                          | 63’                                                                        |
| 4-6-2022                                                                   | San Salvador                                                               | El Salvador                                                                | 3 – 1                                                                      | Grenada                                                                    | CONCACAF Nations League 2022-2023 - 1º turno                               | -                                                                          | 56’                                                                        |
| 27-9-2022                                                                  | Washington                                                                 | El Salvador                                                                | 1 – 4                                                                      | Perù                                                                       | Amichevole                                                                 | -                                                                          | 57’                                                                        |
| 22-3-2023                                                                  | Los Angeles                                                                | El Salvador                                                                | 0 – 1                                                                      | Honduras                                                                   | Amichevole                                                                 | -                                                                          | 63’                                                                        |
| 27-3-2023                                                                  | Orlando                                                                    | Stati Uniti                                                                | 1 – 0                                                                      | El Salvador                                                                | CONCACAF Nations League 2022-2023 - 1º turno                               | -                                                                          | 56’                                                                        |
| 13-10-2023                                                                 | Fort-de-France                                                             | Martinica                                                                  | 1 – 0                                                                      | El Salvador                                                                | CONCACAF Nations League 2023-2024 - 1º turno                               | -                                                                          | 62’                                                                        |
| 6-6-2025                                                                   | The Valley                                                                 | Anguilla                                                                   | 0 – 3                                                                      | El Salvador                                                                | Qual. Mondiali 2026                                                        | -                                                                          | 68’                                                                        |
| 10-6-2025                                                                  | San Salvador                                                               | El Salvador                                                                | 1 – 1                                                                      | Suriname                                                                   | Qual. Mondiali 2026                                                        | -                                                                          | 87’                                                                        |
| 17-6-2025                                                                  | San Jose                                                                   | Curaçao                                                                    | 0 – 0                                                                      | El Salvador                                                                | Gold Cup 2025 - 1° turno                                                   | -                                                                          | 73’                                                                        |
| 21-6-2025                                                                  | Houston                                                                    | Honduras                                                                   | 2 – 0                                                                      | El Salvador                                                                | Gold Cup 2025 - 1° turno                                                   | -                                                                          |                                                                            |
| Totale                                                                     |                                                                            | Presenze                                                                   | 21                                                                         |                                                                            | Reti                                                                       | 1                                                                          |                                                                            |